# Psychoda dolomitica
Psychoda dolomitica är en tvåvingeart som beskrevs av Salamanna och Sara 1980. Psychoda dolomitica ingår i släktet Psychoda och familjen fjärilsmyggor. Inga underarter finns listade i Catalogue of Life.